# 东南联盟
东南联盟（英語：Southeastern Conference，縮寫：SEC），是指由美國南部及中西部16所大學組成的一個大學運動聯盟，屬於NCAA第一级别，也是NCAA的四強联盟之一，其聯盟球隊有優先晉級季後賽的資格。該聯盟成員包括美國12個州的旗艦公立大學、3所公立研究型大學和1所私立研究型大學。聯盟總部位於阿拉巴馬州伯明罕。

## 历史
東南聯盟由前南方聯盟的13名成員學校於1932年創立。後來有3所創始成員學校於1960年代末退出 (南方大学、佐治亚理工學院和杜兰大学)，但在1991年阿肯色大學和南卡羅來納大學的加入，與2012年密蘇里大學和德克薩斯農工大學的加入，使聯盟成員學校數量增加至14個。隨著俄克拉荷馬大學和德州大學奧斯汀分校於2024年的加入，聯盟成員擴展至目前的16個。
該聯盟共贊助9個男子運動項目和13個女子運動項目的團體冠軍賽。

## 现有成员
東南聯盟的16所成員院校分佈於美國的阿拉巴馬州、阿肯色州、佛羅里達州、喬治亞州、肯塔基州、路易斯安那州、密西西比州、密蘇里州、俄克拉荷馬州、南卡羅來納州、田納西州和德克薩斯州。 聯盟先前分為東區和西區，但分區劃分並非嚴格按照地理位置劃分：密蘇里大學位於東區，但其位置比西區除阿肯色州和德克薩斯農工大學外的所有學校都靠西；奧本大學位於西區，但其位置比東區的密蘇里大學和范德比爾特大學更靠東。在 2011-12 賽季之前，這些分區劃分僅適用於美式足球、棒球、女子足球和男子籃球，用於賽程安排和排名。在美式足球方面，兩個分區的冠軍在聯盟冠軍賽中相遇。
2024 年奧克拉荷馬大學和德克薩斯大學奧斯汀分校加入後，東南聯盟取消了其棒球和美式足球分區。

| 学校                   | 所在地               | 成立 | 加入 | 类型 | 学生数 | 昵称       | 代表色         |
| ---------------------- | -------------------- | ---- | ---- | ---- | ------ | ---------- | -------------- |
| 阿拉巴马大学           | 阿拉巴馬州塔斯卡盧薩 | 1831 | 1932 | 公立 | 39,622 | 紅潮       | 深紅、白       |
| 阿肯色大學             | 阿肯色州费耶特维尔   | 1871 | 1992 | 公立 | 32,140 | 野豬       | 莺鸟红、白     |
| 奧本大學               | 阿拉巴馬州奧本市     | 1856 | 1932 | 公立 | 33,015 | 老虎       | 深橘、海軍藍   |
| 佛羅里達大學           | 佛羅里達州蓋恩斯維爾 | 1853 | 1932 | 公立 | 54,814 | 鱷魚       | 橘、藍         |
| 喬治亞大學             | 喬治亞州             | 1785 | 1932 | 公立 | 41,615 | 鬥牛犬     | 紅、黑         |
| 肯塔基大學             | 肯塔基州列克星敦     | 1865 | 1932 | 公立 | 32,703 | 野猫       | 蓝、白         |
| 路易斯安那州立大學     | 路易斯安那州巴吞鲁日 | 1860 | 1932 | 公立 | 39,418 | 老虎       | 紫、金         |
| 密西西比大學           | 密西西比州牛津市     | 1848 | 1932 | 公立 | 24,043 | 反抗軍     | 樞機紅、海軍蓝 |
| 密西西比州立大學       | 密西西比州斯塔克韦利 | 1878 | 1932 | 公立 | 22,657 | 鬥牛犬     | 暗紅、白       |
| 密蘇里大學             | 密蘇里州哥伦比亚市   | 1839 | 2012 | 公立 | 31,013 | 老虎       | 黑、金         |
| 奧克拉荷馬大學         | 奧克拉荷馬州諾曼     | 1890 | 2024 | 公立 | 29,145 | 先驅者     | 深紅、奶油     |
| 南卡羅來納大學         | 南卡羅來納州哥伦比亚 | 1801 | 1992 | 公立 | 36,579 | 鬥雞       | 深紅、黑       |
| 田納西大學             | 田納西州诺克斯维尔   | 1794 | 1932 | 公立 | 36,304 | 鬥雞       | 橙、白         |
| 德克薩斯大學奧斯汀分校 | 德克薩斯州奥斯汀市   | 1883 | 2024 | 公立 | 53,082 | 德州長角牛 | 焦橙、白       |
| 德克薩斯農工大學       | 德克薩斯州大学城     | 1876 | 2012 | 公立 | 76,633 | 農工人隊   | 栗紅、白       |
| 范德堡大學             | 田納西州纳什维尔     | 1873 | 1932 | 私立 | 13,456 | 司令       | 黑、金         |

## 又见
- 常春藤盟校
- 十大联盟
- 大西洋沿岸联盟
- 12大联盟